# Manny Coto
Manuel Hector "Manny" Coto, född 10 juni 1961 i Havanna, Kuba, död 9 juli 2023 i Pasadena, Kalifornien, var en kubanskfödd amerikansk manusförfattare och regissör och producent av filmer och TV-program.

Bland annat var han manusförfattare, exekutiv producent och show runner för TV-serien Star Trek: Enterprise (fjärde och sista säsongen). Därtill var han manusförfattare och exekutiv producent för fyra säsonger av TV-serien 24.

## Karriär
Manny Coto utexaminerades från American Film Institute och har haft mycket erfarenhet av science fiction- och fantasy-genrerna. Kort efter examen skrev och regisserade han ett avsnitt av Tales from the Crypt. Senare skrev han också ett avsnitt av och producerade The Outer Limits när det återupplivades på Showtime 1995. När TV-serien lades ner gavs han möjlighet att skapa och skriva en ny serie för Showtime. Resultatet blev Odyssey 5, med Peter Weller i huvudrollen. Coto tilldelade senare Weller roller i Enterprise, 24 och Dexter.
Coto anslöt sig till manusförfattarna i Enterprise 2003, när showen var i sin tredje säsong; hans episoder inkluderar "Similitude", "Chosen Realm" och "Azati Prime". Senare samma säsong blev han en co-exekutiv producent. I den fjärde säsongen blev han exekutiv producent för showen, vid sidan av serieskaparna Rick Berman och Brannon Braga.
Efter det blev han exekutiv producent på 24, från dess femte till dess åttonde och sista säsong. 2006 vann han en Emmy Award, som han delade med de övriga 24-producenterna.

Under 2010 gick Coto med i följet på Showtimes dramaserie Dexter, som författare och exekutiv producent för femte säsongen, vilket han fortsatte med under seriens sjätte och sjunde säsong. Coto har även regisserat ett antal filmer, däribland Cover-Up (med Dolph Lundgren som huvudrollsinnehavare), Dr Giggles och Star Kid.
Coto gifte sig med Robin Trickett 27 december 2004 i Venedig, Italien.